# Boris Paitsjadze
Boris Paitsjadze (Georgisch: ბორის პაიჭაძე, Russisch: Борис Соломонович Пайчадзе) (Ontsjiketi, 3 februari 1915 - Tbilisi, 9 oktober 1990) was een voetballer en trainer in de Georgische sovjetrepubliek.

## Biografie
Paitsjadze was in 1937 topscorer van de hoogste divisie in de toenmalige Sovjet-Unie, een jaar na zijn debuut voor de club uit de Georgische hoofdstad Tbilisi.
Hij speelde zijn hele carrière voor Dinamo Tbilisi. De Sovjet-competitie begon pas in 1936 en Dinamo moest toen nog starten in de tweede klasse, maar Boris en zijn team konden meteen promotie afdwingen. De volgende jaren eindigde de club verschillende keren op de tweede en derde plaats maar kon geen titel winnen. In 1937 was hij topschutter van de competitie. Hij speelde 181 competitiewedstrijden voor Dinamo, en scoorde 98 keer voor de club. Hij beëindigde zijn actieve loopbaan in 1951 en stapte toen het trainersvak in.
Het grootste stadion van Georgië, het in 1976 opgeleverde Dinamostadion, werd in 1991 als eerbetoon naar hem vernoemd en heet sindsdien het Boris Paitsjadzestadion.